# Come far nascere un fiore
Come far nascere un fiore è una raccolta del gruppo musicale italiano Le Vibrazioni, pubblicata il 25 ottobre 2011 dalla Sony Music.

## Descrizione
Contiene 18 brani tratti dai quattro album precedentemente pubblicati. Si tratta dell'ultimo album prima della lunga pausa del gruppo che, dopo il Vibratour 2012, non pubblicherà più alcun album fino al ritorno sulla scena nel 2017 con un'esibizione in un concerto estivo a cui seguirà nel 2018 la partecipazione al Festival di Sanremo e poi il nuovo album.    
Dall'album furono estratti due singoli: Come far nascere un fiore e Il sangue e anche il resto.

## Tracce
1. Come far nascere un fiore
2. Dedicato a te
3. In una notte d'estate
4. Sono più sereno
5. Vieni da me
6. Raggio di sole
7. Ovunque andrò
8. Ogni giorno ad ogni ora
9. Se
10. Dimmi
11. Portami via
12. Drammaturgia
13. Insolita
14. Respiro
15. Senza indugio
16. Va così
17. Il sangue e anche il resto
18. Inno alla foresta

## Classifiche
| Classifica (2011) | Posizione massima |
| ----------------- | ----------------- |
| Italia            | 31                |